# Janina Wiercińska

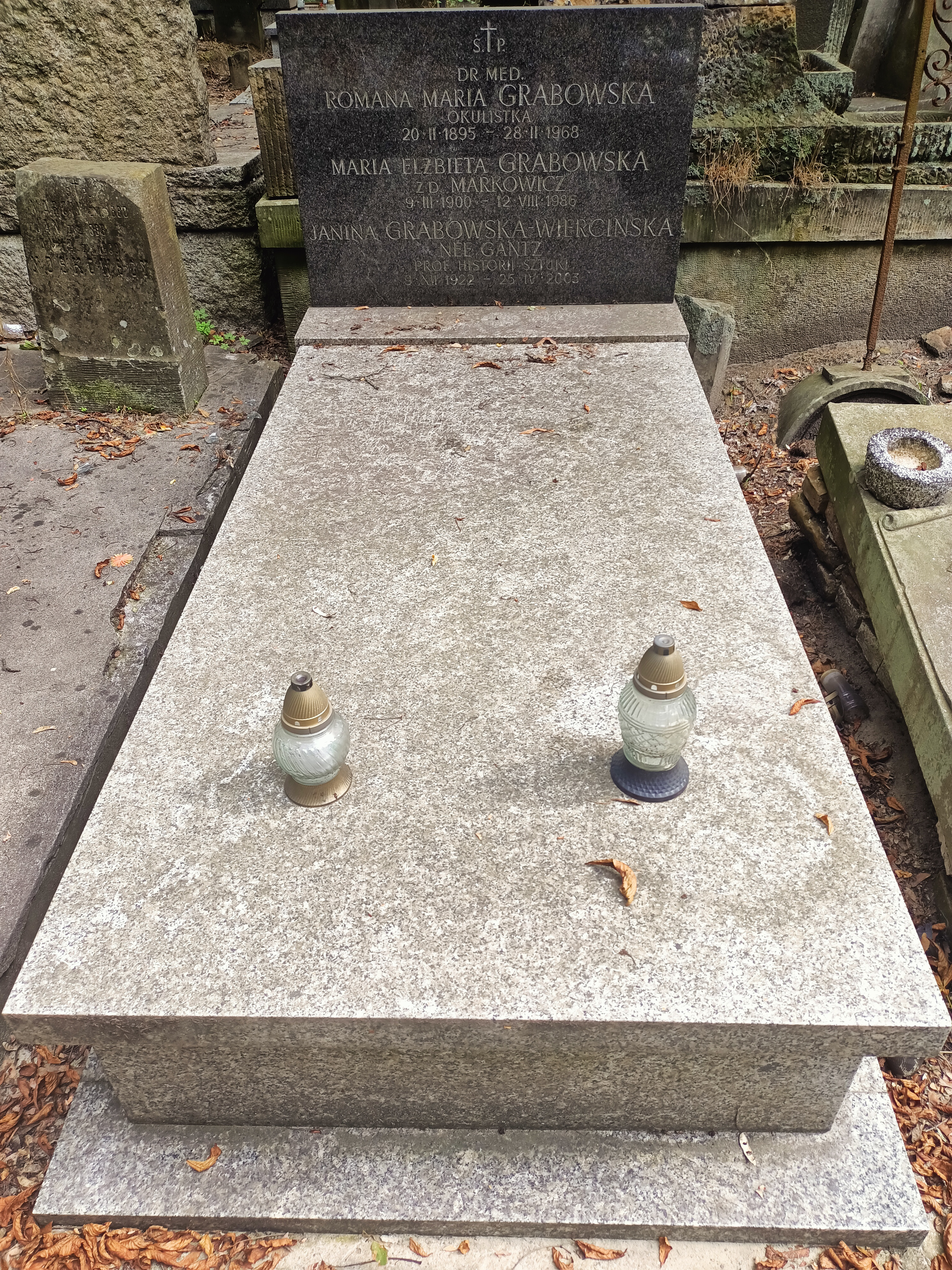
Grób Janiny Grabowskiej-Wiercińskiej na Cmentarzu Powązkowskim

Janina Helena Wiercińska z domu Gantz (ur. 9 grudnia 1922 w Warszawie, zm. 25 kwietnia 2003 tamże) – polska historyk sztuki.

## Życiorys
Urodziła się 9 grudnia 1922 w Warszawie, w rodzinie optyka Juliusza Gantza i Marii Elżbiety z domu Markowicz (1900–1986). W czasie okupacji niemieckiej rodzina po aryjskiej stronie używała nazwiska Grabowscy. Nazwisko Wiercińska pochodziło z jej fałszywej metryki, którą miała w czasie ukrywania. Po wojnie używała obu nazwisk - Grabowska-Wiercińska. Ocalona z getta, była ukrywana w Warszawie i Rozalinie.
Profesor historii sztuki, pracownik naukowy Instytutu Sztuki Polskiej Akademii Nauk w latach 1953–1992, badaczka, znawczyni i kolekcjonerka grafiki książkowej, szczególnie dziewiętnastowiecznej ilustrowanej książki dla dzieci. Swoje zbiory darowała Muzeum Narodowemu we Wrocławiu i Bibliotece Publicznej w Warszawie. Autorka prac z tej dziedziny; inicjatorka i autorka serii wydawniczej IS PAN „Polska Bibliografia Sztuki 1801–1944” oraz „Bibliografia polskiej historii sztuki po roku 1945”.
19 stycznia 1955 roku na wniosek Ministra Kultury i Sztuki została odznaczona Medalem 10-lecia Polski Ludowej.
23 sierpnia 1980 roku dołączyła do apelu 64 uczonych, pisarzy i publicystów do władz komunistycznych o podjęcie dialogu ze strajkującymi robotnikami.
Zmarła w Warszawie, pochowana na cmentarzu Powązkowskim (kwatera 265-2-8).

## Ważniejsze publikacje
- Towarzystwo Zachęty Sztuk Pięknych w Warszawie, 1968
- Katalog prac wystawionych w Towarzystwie Zachęty Sztuk Pięknych w Warszawie w latach 1860–1894, 1969
- Andriolli. Świadek swoich czasów, 1976
- Andriolli. Opowieść biograficzna, 1980
- Sztuka i książka, 1986
- Artykuły i recenzje dotyczące sztuki XIX wieku oraz grafiki książkowej (m.in. Biuletyn Historii Sztuki, Bulletin du Musée National de Varsovie)
- Biogramy artystów w leksykonach
- Teksty popularnonaukowe